# Jai Jagat 2020

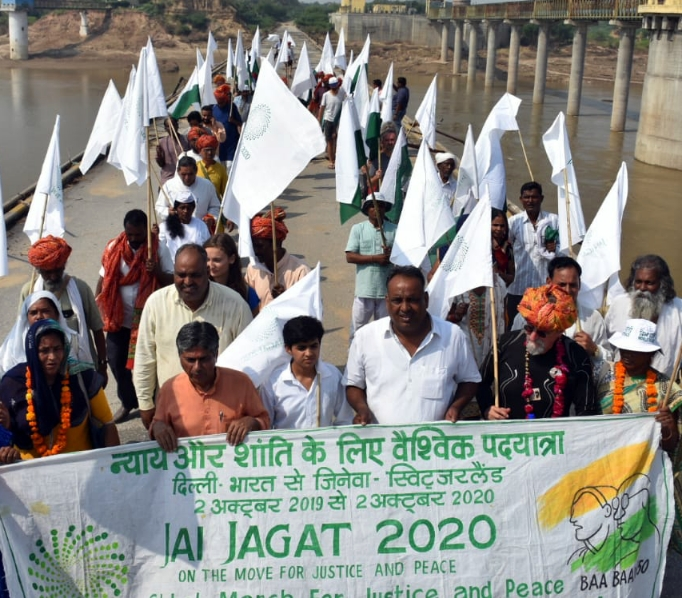
Jai Jagat 2020 traversant la rivière Chambel, Madhya Pradesh, Inde

Jai Jagat 2020 est une campagne internationale pour la justice et la paix initiée par Rajagopal P. V. et Jill Carr-Harris. L'action principale est une marche de Rajghat, New Delhi, jusqu'au quartier général des Nations unies à Genève, Suisse. Elle a commencé le 2 octobre 2019, le jour du 150e anniversaire de Mohandas K. Gandhi. Une cinquantaine de personnes d'une dizaine de pays marchent pendant un an, couvrant 10 000 km. La marche arrivera à Genève le 2 octobre 2020. La marche traversera 10 pays : l'Inde, l'Iran, l'Arménie, la Géorgie, la Bulgarie, la Serbie, la Bosnie-Herzégovine, la Croatie, l'Italie et la Suisse. Une petite délégation se rend aussi au Pakistan.
Les objectifs sont basés sur les Objectifs du développement durable des Nations unies, et en particulier la suppression de la pauvreté, la réduction des discriminations, la lutte contre le réchauffement climatique et la résolution des conflits par la non-violence.

## Les Marches

### En Inde
En Inde, la marche a atteint Sevagram, au Maharashtra, ou elle est arrivée le 30 janvier 2020, après avoir traversé Delhi, l'Haryana, l'Uttar Pradesh et le Madhya Pradesh.
À la suite de la crise du Covid-19 la marche a été stoppé le 18 mars 2020 en Arménie. Les marcheurs et les marcheuses ont dû rentrer en Inde et rester confiné·e·s, mais ils et elles ont l’espoir de repartir en 2021.

### En Europe
Plusieurs marches de Belgique, Suède, Allemagne, France et Espagne convergeront vers Genève.

### En France
Trois marches sont organisées:
- par ActionAid France - Peuples Solidaires, à l’Ouest, le long de la vallée de la Loire,  JaiJagat-2020 de Guérande (44) à Genève du 31 juillet au 26 septembre, pour la justice et la paix[5]
- par le MAN (Mouvement pour une Alternative Non violente), au Sud-Est, une marche Lyon - Genève du 12 au 26 septembre[6]
- par Peuples Solidaires Jura, dans le Jura, une marche Lons le Saunier - Genève du 19 au 26 septembre

## Galerie
Quelques images de Jai Jagat en Inde

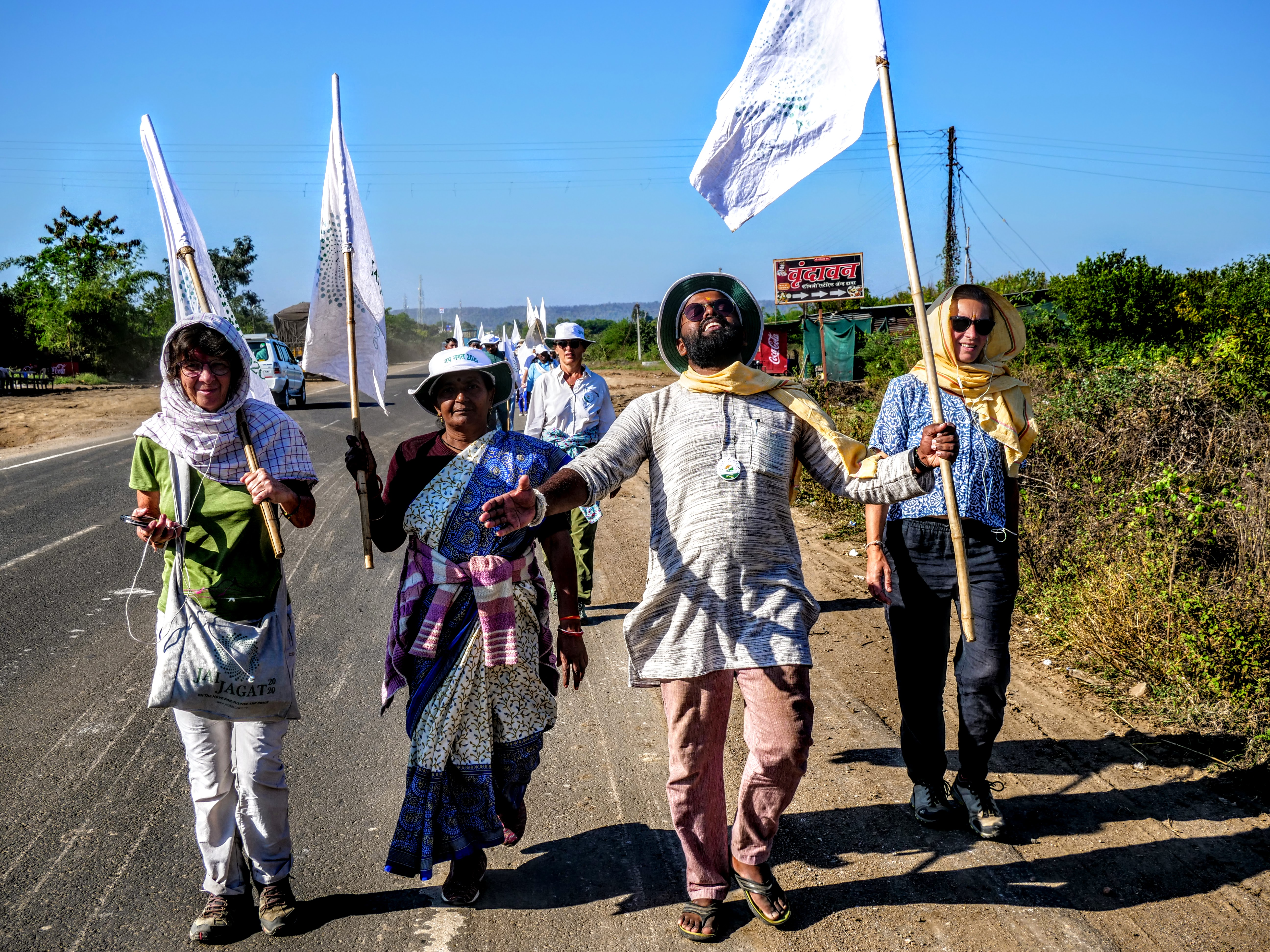
Marche sur la route
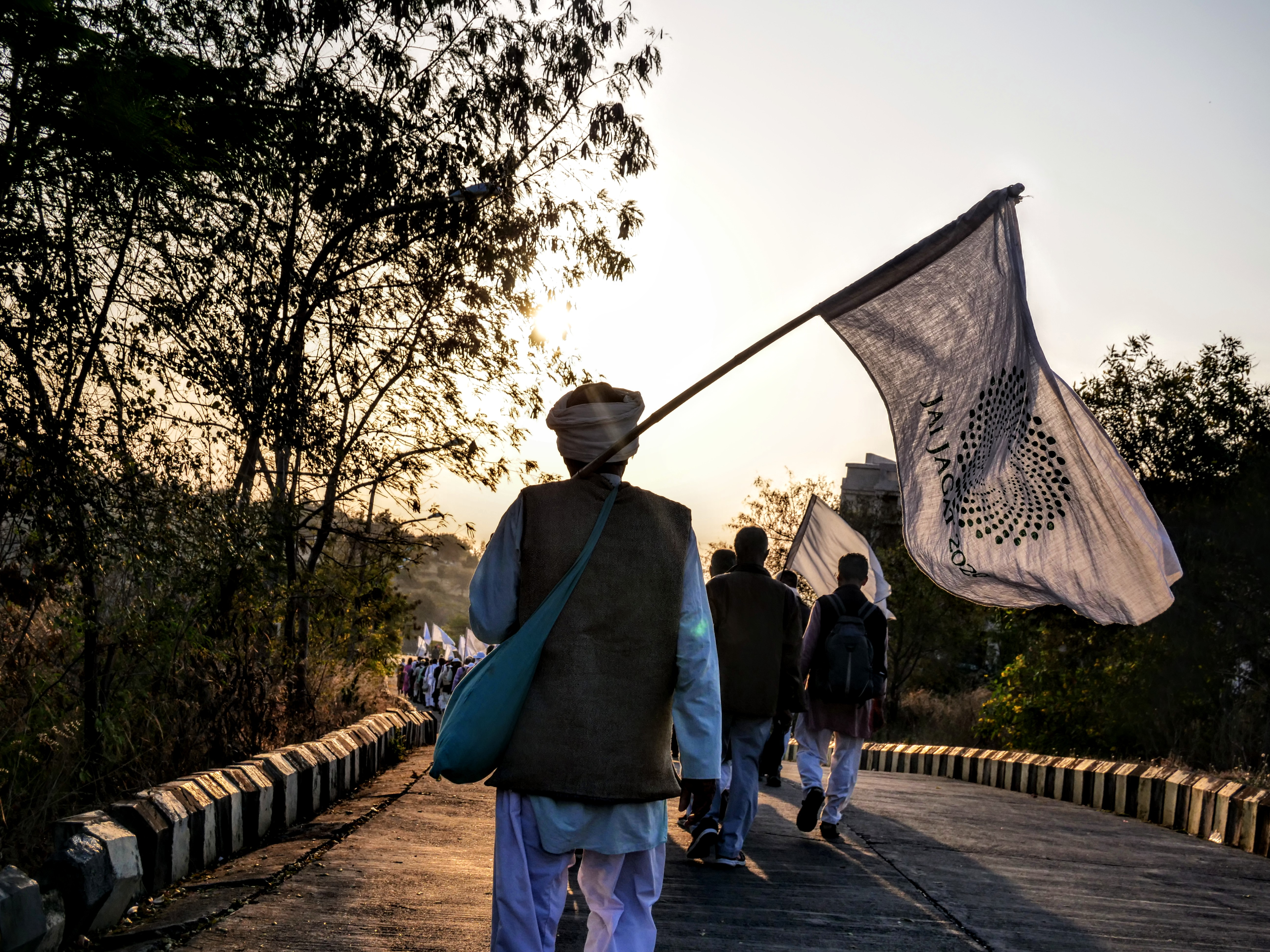
Marche avec le drapeau
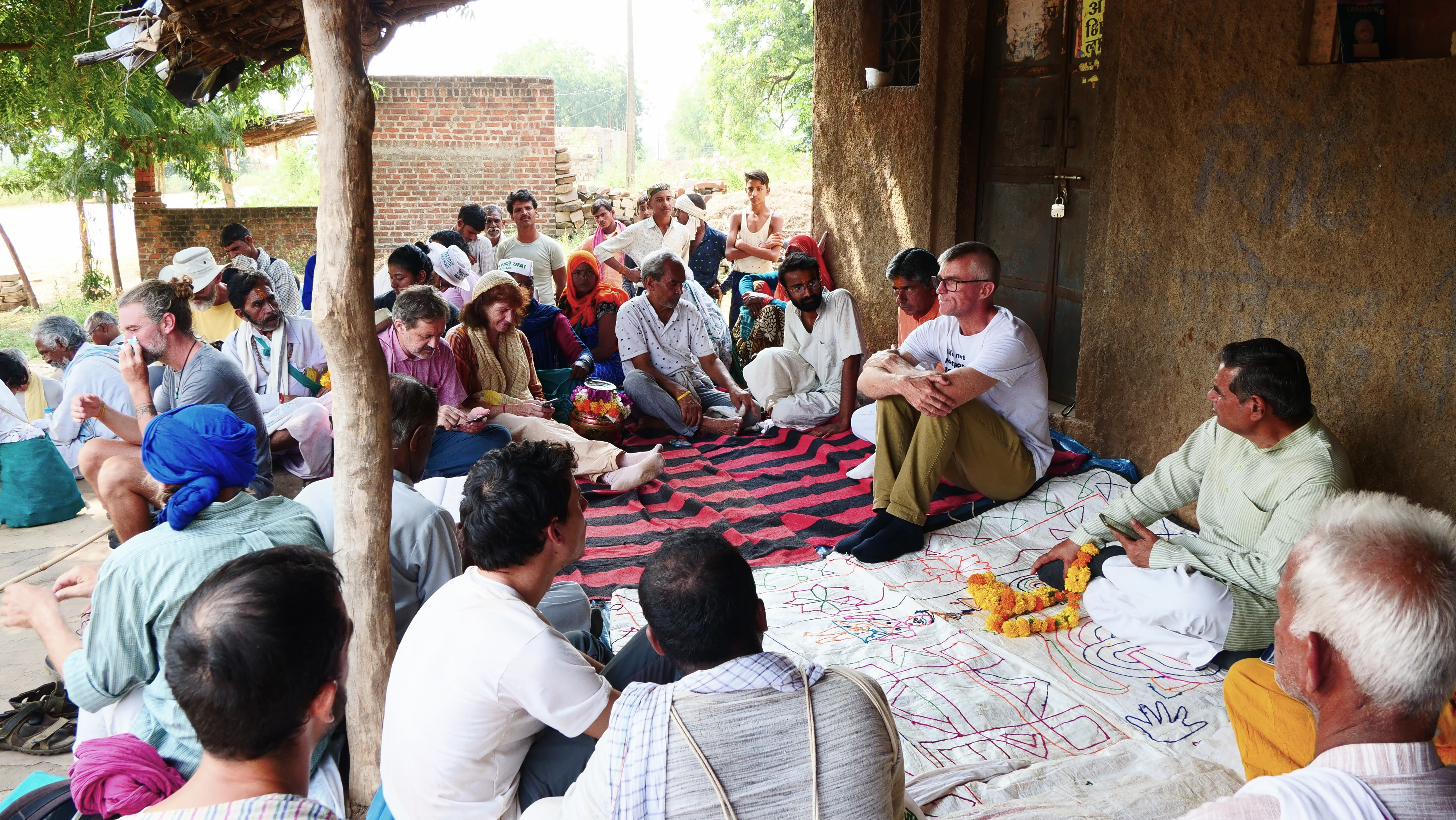
Rencontre dans un village
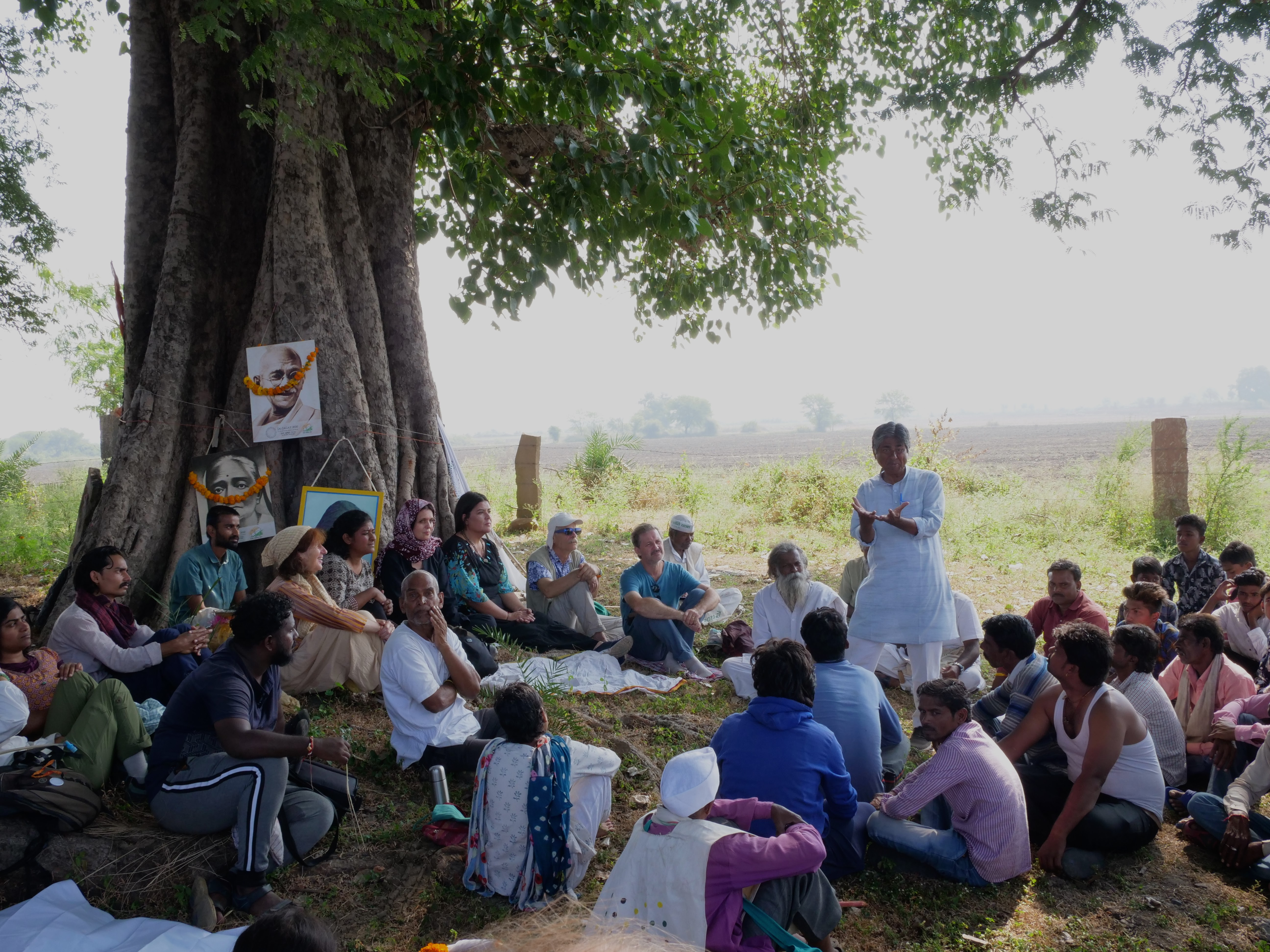
Meeting à l'ombre d'un arbre
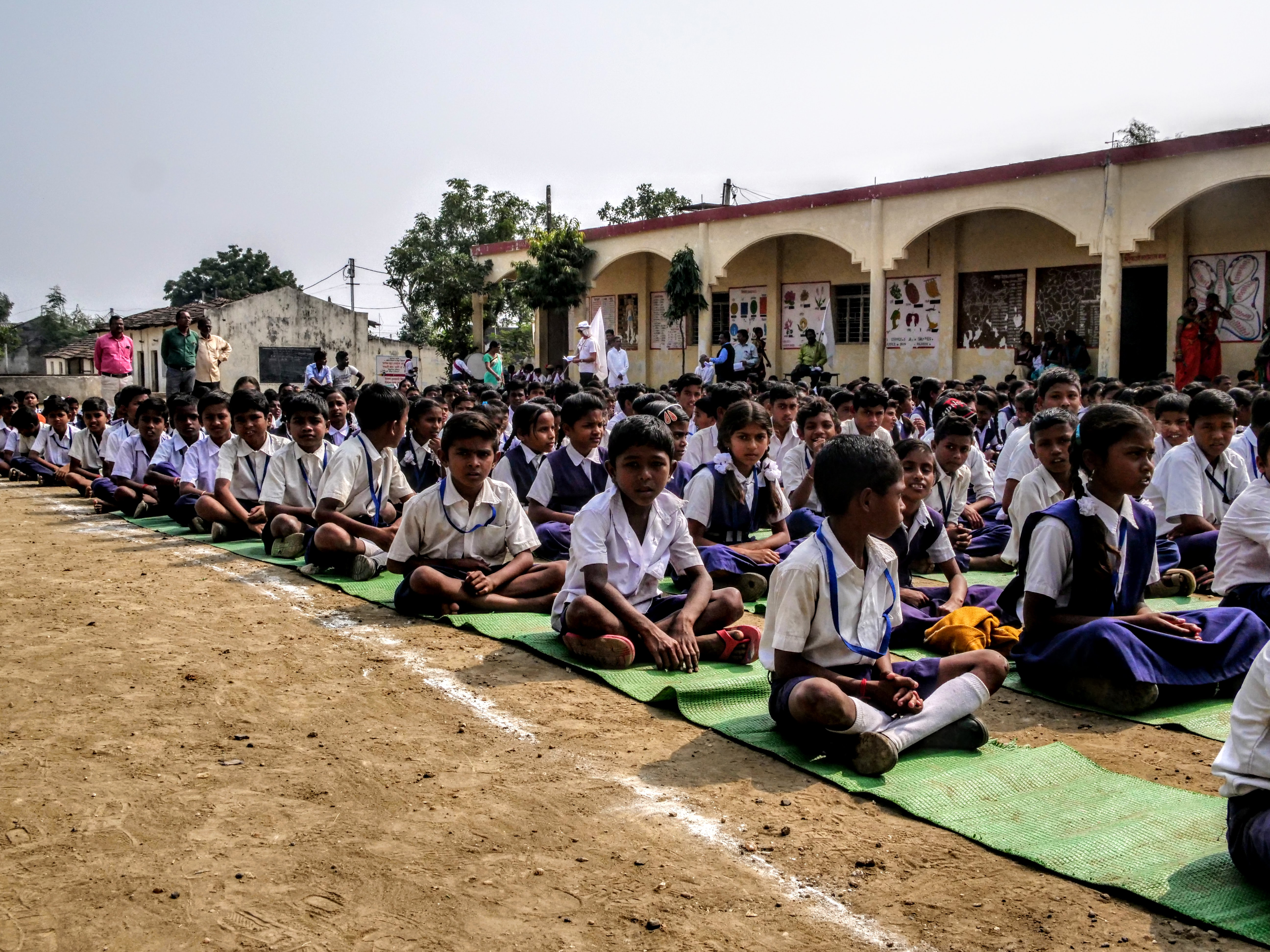
Meeting dans une ecole
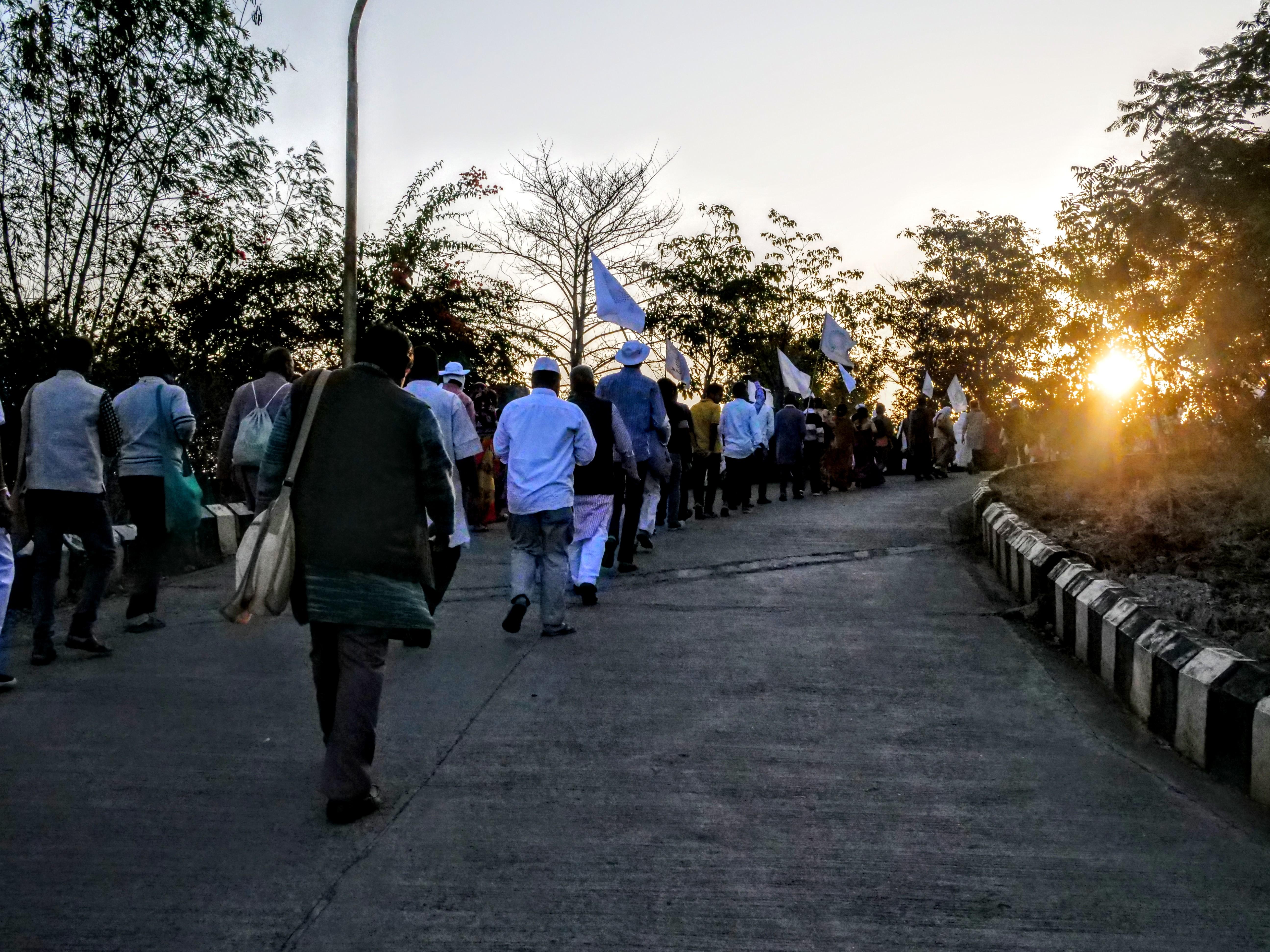
Dernier jour de marche en Inde